# 26849 De Paepe
26849 De Paepe è un asteroide della fascia principale. Scoperto nel 1992, presenta un'orbita caratterizzata da un semiasse maggiore pari a 2,5782160 UA e da un'eccentricità di 0,1382258, inclinata di 7,17975° rispetto all'eclittica.